# Gaspard van der Heyden
Gaspard van der Heyden (Latinisering: Gaspar a Myrica of Amyricius) (Leuven, omstreeks 1496 - ?, na 1549) was een goudsmid, graveur en bouwer van globen en wiskundige instrumenten uit de Zuidelijke Nederlanden. Hij graveerde de koperplaten van de bekende aardgloben van Gemma Frisius waaraan eveneens Gerard Mercator meewerkte.

## Levensloop
Hij was de zoon van de Leuvense chirurgijn Pieter van der Heyden. 
Vanaf 1524 stond Van der Heyden geregistreerd als goudsmid te Leuven en vanaf 1526 werkte hij voornamelijk in dienst van de stad waarvoor hij allerhande kunstwerken en voorwerpen vervaardigde.
Tussen 1528 en 1530 graveerde hij een aardglobe voor Franciscus Monachus, bekend als een vroege bouwer van aardglobes. Deze globe is niet bewaard gebleven maar de brief De Orbis situ ac descriptione, waarin de globe werd beschreven, is wel bewaard gebleven. Daarna werkte Van der Heyden samen met Gemma Frisius waarvoor hij drie globen graveerde: een aardglobe in 1531 die niet meer is bewaard gebleven, een tweede aardglobe in 1536 waaraan eveneens Gerard Mercator had meegewerkt en die bewaard wordt in het Globusmuseum in Wenen en een hemelglobe in 1537 waaraan Mercator eveneens meewerkte en die bewaard wordt in het National Maritime Museum in Greenwich. De intense samenwerking met Mercator en Gemma Frisius laat toe om met een grote waarschijnlijkheid te stellen dat Van der Heyden beiden heeft leren graveren in zijn werkplaats.
Deze samenwerking mondde uit in de zogenaamde Leuvense school van instrumentenmakers met mooi afgewerkte wiskundige instrumenten. Tijdens een bezoek van de Engelse wiskundige John Dee aan Leuven werd Van der Heyden door hem in één adem genoemd met de grote Leuvense wetenschappers van die tijd.
Een laatste spoor van Van der Heyden werd teruggevonden in 1549 toen een door hem gegraveerde vergulde zilveren beker met de wapens van de stad werd overhandigd aan Filips II, de toekomstige koning van Spanje, bij zijn bezoek aan Leuven.